# La via lattea (film 1940)
La via lattea (The Milky Way) è un film del 1940 diretto da Rudolf Ising. È un cortometraggio d'animazione prodotto e distribuito dalla Metro-Goldwyn-Mayer e uscito negli Stati Uniti il 22 giugno 1940 abbinato al film The Captain Is a Lady. Il corto inizia con la filastrocca inglese "Three Little Kittens", che viene poi modificata seguendo la trama. Ai premi Oscar 1941 vinse l'Oscar al miglior cortometraggio d'animazione, diventando il primo corto non prodotto dalla Disney ad ottenere il riconoscimento. Rieditato nei cinema nel 1948 e 1958, in Italia il film è oggi più conosciuto col titolo A caccia di latte.

## Trama
Tre gattini, per aver perso i loro guanti giocando sulla neve, vengono mandati a letto senza cena dalla loro madre. Affamati, i gattini vedono dalla loro finestra la Via Lattea e decidono di raggiungerla usando un cesto e tre palloncini come mongolfiera. Una volta arrivati, sono felici di constatare che essa è una terra di sorgenti e pozzi di latte, proprio come immaginavano. Iniziano così a rimpinzarsi di latte in vari modi, ma a causa della loro imprudenza finiscono sospesi sul ciglio di un burrone. Il viaggio è però frutto dell'immaginazione dei gattini, che vengono perdonati e chiamati a cena dalla madre. I tre però svengono quando si accorgono che la cena consiste unicamente in latte.

## Distribuzione

### Edizione italiana
Il corto fu distribuito nei cinema italiani il 23 novembre 1948, in lingua originale, abbinato al film Orchidea bianca. Fu doppiato in italiano tra gli anni ottanta e novanta dal Gruppo Trenta. Non essendo stata registrata una colonna sonora senza dialoghi, nelle scene in cui i personaggi parlano la musica è alterata (la canzone, ad esempio, fu eseguita su una base sintetizzata).

### Edizioni home video
Il corto è incluso come extra nell'edizione DVD del film I cowboys del deserto (in lingua originale con sottotitoli) e nel disco 1 della raccolta Warner Bros. Home Entertainment: Collezione Oscar d'animazione.